# 여우 사냥
여우 사냥은 여우를 쫓아 사냥하는 스포츠이다.

## 개요
전통적으로 붉은 여우를 대상으로 하며, 사냥개로 훈련된 잉글리시 폭스 하운드 등을 이용하여 집단으로 여우를 추적하고 죽이는 스포츠이다. 영국에서는 2005년까지 합법적으로 실시되고 있었다. 16세기 후반부터 오스트레일리아, 캐나다, 프랑스, 아일랜드, 이탈리아, 미국 등 다양한 국가에서 이루어왔다. 한편 몽골에서는 검독수리를 이용하여 여우를 사냥하는 경우도 있다고 한다.

## 같이 보기
- 후각 수렵견